# Trelleborggade
Trelleborggade er en gade i Århusgadekvarteret i Nordhavnen i København, der ligger mellem Kalkbrænderihavnsgade og Bilbaogade. Gaden er opkaldt efter den svenske havneby Trelleborg.

## Historie og bebyggelse
Gaden ligger ligesom resten af Århusgadekvarteret i et område, der indtil 2014 var en del af Københavns Frihavn med begrænset adgang for offentligheden. Gaden hed oprindeligt Fabriksvej men omdøbtes til Redhavnsvej i 1926 for at undgå forveksling med Fabriksvej på Frederiksberg, den nuværende Stæhr Johansens Vej. Det nye navn kom fra Redhavnen, der blev anlagt som en del af frihavnen i 1894 og fungerede som forsyningshavn for de skibe, der lå opankrede på Rheden udenfor havnen, mens de provianterede eller ventede på at komme til kaj. Redhavnen lå som et femkantet havnebassin omkring nuværende Göteborg Plads, Antwerpengade, Hamborg Plads og Sankt Petersborg Plads. Havnebassinet blev fyldt op i 1974, men gadeforløbet i området afspejlede stadig kajkantens forløb længe efter.
I forbindelse med områdets ophør som frihavn blev det besluttet at omdanne det til en ny bydel med boliger og erhverv, hvilket blandt andet medførte anlæg af flere nye gader. Københavns Kommunes Vejnavnenævnet ønskede at følge traditionen med at give gadenavne efter et bestemt tema, i dette tilfælde internationale havnebyer, og det både for de nye gader og en række af de eksisterende, heriblandt den hidtidige Redhavnsvej. Indstillingen blev godkendt på Teknik- og Miljøudvalgets møde 21 januar 2014 med virkning fra 1. marts 2014, hvor gaden kom til at hedde Trelleborggade.
På den nordlige side af gaden medførte omdannelse ikke de store ændringer. Her ligger der bevaringsværdige erhvervsejendomme i kvarteret Den røde by, der som navnet antyder overvejende er røde, og som har fået lov at blive stående. En undtagelse er den gamle værkstedsbygning Kanonhuset, der blev ombygget og fik tilbygget boliger på toppen efter tegninger af Entasis arkitekter i 2016-2017. Husets konstruktion er støbt i beton og beklædt med rødt tegl. Ved siden af står der en sort bygning, der blev opført af Brødrene Just efter tegninger af Holger Lang i 1915. Den har i en periode huset Unionkul A/S, der transporterede og handlede med kul og andet gods.
På den sydlige side lå der endnu i 2012 to store pakhuse, der var blevet opført i 1913 og 1915 for Københavns Frihavns Selskab A/S, men de blev efterfølgende fjernet. Til gengæld opføres der fire nye boligblokke og karreer i 2014-2016. Regnet fra vest er den første en boligblok opført af NREP efter tegninger af E+N Arkitektur, der har været inspireret af siloanlægget De fem søstre på Aarhus Havn. Ved siden af har Stubkjær Invest opført en karre efter tegninger af Mangor & Nagel Arkitektfirma. Den næste er karreen Havnekanten, der er opført af Terra Nova boligkarreen Havnekanten efter tegninger af Vilhelm Lauritzen Arkitekter. Karreen er inspireret af kvarterets byggestil og karakteriseres af flere farver mursten og spring i etagehøjden. Den sidste er karreen Kajplads 109 med 91 lejligheder, der er opført af KFA efter tegninger af Ernst + Kindt-Larsen Arkitekter. Den byder på gårdmiljø med legeplads samt en fælles tagterrasse. Som navnene Havnekanten og Kajplads 109 antyder ligger de nye byggerier ud mod Sandkaj og Nordbassinet med udsigt til Marmormolen.
På hjørnet af Aberdeengade, foran NREP's boligblok, er det planen at anlægge en mindre plads ved navn Tingstedet. Pladsen bliver udformet med et træ i midten og flere bede med græs og stenklodser til brug som bænke spredt rundt om. Arbejdet med pladsen forventes igangsat i 2020 efter at være blevet udskudt på grund af byggeaktivitet i området.